# SZTAKI Desktop Grid
SZTAKI Desktop Grid es un proyecto de origen húngaro de búsqueda de sistemas binarios generalizados. Hace uso de la infraestructura BOINC de computación distribuida.

## Infraestructura BOINC

Logotipo de la plataforma BOINC.

Hace uso de la plataforma Berkeley Open Infrastructure for Network Computing para la computación distribuida.
- Actualmente la versión de la aplicación es la 2.06.
- No dispone de salvapantallas gráfico.
- El tiempo de proceso de cada unidad de trabajo es variable, desde los 10 minutos hasta las 6 horas.
- Cada unidad de trabajo es procesada en 45 minutos y tiene un tamaño medio de 120 KB.